# Desa Pusakasari (administrativ by i Indonesien, lat -7,24, long 108,36)
Desa Pusakasari är en administrativ by i Indonesien.   Den ligger i provinsen Jawa Barat, i den västra delen av landet, 200 km sydost om huvudstaden Jakarta.